# Бијела (Коњиц)
Бијела је насељено место у Босни и Херцеговини, у општини Коњиц, у Херцеговачко-неретванском кантону, које административно припада Федерацији Босне и Херцеговине. Према прелиминарним резултатима пописа 2013. године, у насељу је живјело 186 становника.

## Географија
Насеље Бијела налази се између Коњица и планине Прењ у Херцеговини.

## Становништво
По последњем службеном попису становништва из 1991. године, у насељу Бијела живело је 537 становника. Насеље је било етнички хетерогено, а већину су чинили Срби. Према попису из 2013. број становника се смањио и сада их је 186.

### Кретање броја становника по пописима
| година пописа  | 1948. | 1953. | 1961. | 1971. | 1981. | 1991. | 2013. |
| бр. становника | —     | —     | 537   | 624   | 572   | 537   | 186   |

### Становништво Бијеле по националној структури по пописима
| Националност       | 1971. | 1981. | 1991. | 2013. |
| Муслимани          | 163   | 172   | 166   | 160   |
| Срби               | 304   | 269   | 272   | 2     |
| Хрвати             | 155   | 123   | 98    | 21    |
| Југословени        | 0     | 5     | 0     | 0     |
| остали и непознато | 2     | 1     | 1     | 3     |
| Укупно             | 624   | 570   | 537   | 186   |

Демографска слика је због прогона или исељавања после рата битно измењена, тако да сада већину становника чине Бошњаци.
Године 2007. у Бијелој је обновљена црква Свете Мученице Недјeље, која је била порушена у последњем рату.
Средином 2009. у Бијелој је изграђена џамија.